# Malý Slavkov
Malý Slavkov este o comună slovacă, aflată în districtul Kežmarok din regiunea Prešov. Localitatea se află la altitudinea de 652 m deasupra n.m., se întinde pe o suprafață de 4,99 km2 și în 2017 număra 1.049 de locuitori.

## Istoric
Localitatea Malý Slavkov este atestată documentar din 1275.

## Demografie
| An:                | 1994 | 2004 | 2014    | 2024    |
| ------------------ | ---- | ---- | ------- | ------- |
| Număr de persoane: | 0    | 840  | 991     | 1269    |
| Diferență:         |      | –    | +17,97% | +28,05% |

| An:                | 2023 | 2024   |
| ------------------ | ---- | ------ |
| Număr de persoane: | 1246 | 1269   |
| Diferență:         |      | +1,84% |